# Erina-Nunatak
Der Erina-Nunatak ist ein 1791 m hoher Nunatak im Australischen Antarktisterritorium. Er ragt in den Lonewolf Nunataks auf.
Das New Zealand Antarctic Place-Names Committee benannte ihn 2003 nach dem Namen eines Schlittenhundes, der bei einer von 1960 bis 1961 durchgeführten Kampagne im Rahmen der New Zealand Geological Survey Antarctic Expedition eingesetzt worden ist.